# Sally et la Liberté
Pour plus de détails, voir Fiche technique et Distribution.
Sally et la Liberté (Sally och friheten) est un film suédois réalisé par Gunnel Lindblom, sorti en 1981.

## Synopsis
Enceinte, Sally décide d'avorter, ce que ne comprennent ni son compagnon Jonas, ni leur fille Mia. Jonas quitte Sally, laquelle rencontre Simon Berg...

## Fiche technique
- Titre : Sally et la Liberté
- Titre original : Sally och friheten
- Réalisation : Gunnel Lindblom
- Scénario : Margareta Garpe (sv)
- Musique : Stefan Nilsson (sv)
- Directeur de la photographie : Tony Forsberg (en)
- Décors et costumes : Inger Pehrsson (sv)
- Montage : Sylvia Ingemarsson
- Producteur : Ingmar Bergman
- Compagnies de production : Cinematograph AB, Svenska Filminstitutet et Sandrew
- Compagnie de distribution : Sandrew
- Genre : Drame
- Couleur (Eastmancolor) - 102 min
- Date de sortie ( Suède) : 28 février 1981

## Distribution
- Ewa Fröling : Sally Nilsson
- Hans Wigren (en) : Simon Berg
- Leif Ahrle (sv) : Jonas
- Gunn Wållgren : la mère de Sally
- Oscar Ljung (en) : le père de Sally
- Svea Holst : la grand-mère de Sally
- Gunnel Lindblom : Nora
- Kim Anderzon (en) : Inger
- Susanne Lundqvist : Mia
- Lise-Lotte Nilsson : Yvonne
- Christian Berling	: Fredrik
- Iwa Boman : l'institutrice de maternelle
- Peder Falk : Krister
- Sonja Hejdeman : une amie
- Mona Lundgren : Anna

## Récompenses
- Guldbagge Awards 1981 : Guldbagge Award de la meilleure actrice gagné par Gunn Wållgren.
- Festival des films du monde de Montréal 1981 : Prix de la meilleure actrice gagné par Ewa Fröling et Prix œcuménique du Jury gagné par Gunnel Lindblom.